# Rhopalomyia
Rhopalomyia is een geslacht van galmuggen (Cecidomyiidae). De wetenschappelijke naam werd voor het eerst geldig gepubliceerd in 1892 door Ewald Rübsaamen.

## Soorten in Europa[2]
- Rhopalomyia abrotani (Trail, 1886)
- Rhopalomyia achillearum (Kieffer, 1913)
- Rhopalomyia ambrosinae Gagne, 2004
- Rhopalomyia artemisiae (Bouché, 1834)
- Rhopalomyia astericola (Kieffer, 1909)
- Rhopalomyia baccarum (Wachtl, 1883)
- Rhopalomyia baudysi Vimmer, 1928
- Rhopalomyia campestris (Rubsaamen, 1916)
- Rhopalomyia chrysanthemi (Ahlberg, 1939)
- Rhopalomyia cristaegalli (Karsch, 1877)
- Rhopalomyia flavipalpis Vimmer, 1928
- Rhopalomyia florum (Kieffer, 1890) - Gewone bijvoetbloemgalmug
- Rhopalomyia foliorum (Loew, 1850) - Bijvoetbladgalmug
- Rhopalomyia hispanica Tavares, 1904
- Rhopalomyia hypogaea (F. Low, 1885)
- Rhopalomyia kiefferi Trotter, 1900
- Rhopalomyia luetkemuelleri Thomas, 1893
- Rhopalomyia magnusi Rubsaamen, 1893
- Rhopalomyia millefolii (Loew, 1850)
- Rhopalomyia navasi Tavares, 1904
- Rhopalomyia navasina (Tavares, 1919)
- Rhopalomyia palearum (Kieffer, 1890)
- Rhopalomyia producticeps Kieffer, 1912
- Rhopalomyia pseudofoliorum Vimmer, 1924
- Rhopalomyia ptarmicae (Vallot, 1849) - Wilde bertramgalmug
- Rhopalomyia ruebsaameni Thomas, 1893
- Rhopalomyia salsolae (Tavares, 1924)
- Rhopalomyia simulans Vimmer, 1924
- Rhopalomyia syngenesiae (Loew, 1850)
- Rhopalomyia tanaceticola (Karsch, 1879) - Gewone boerenwormkruidgalmug
- Rhopalomyia tavaresi Gagne, 1975
- Rhopalomyia tripleurospermi Skuhrava & Hinz, 2000
- Rhopalomyia tubifex (Bouché, 1847)

De soortnaam verwijst vaak naar een plantensoort waarop de galmuggen parasiteren, bijvoorbeeld: tripleurospermi verwijst naar reukeloze kamille (Tripleurospermum maritimum); ptarmicae naar wilde bertram (Achillea ptarmica); of chrysanthemi naar Chrysanthemum.

## Overige soorten
- R. abnormis Felt, 1908
- R. albipennis Felt, 1908
- R. alticola (Cockerell, 1890)
- R. ambrosiae Gagne, 1975
- R. ampullaria Felt, 1916
- R. antennariae (Wheeler, 1889)
- R. anthoides Gagne, 1983
- R. anthophila (Osten Sacken, 1869)
- R. apicata Felt, 1908
- R. arcuata Felt, 1907
- R. astericaulis Felt, 1907
- R. asteriflorae Felt, 1907
- R. audibertiae Felt, 1907
- R. betheliana Cockerell, 1909
- R. bigeloviae (Cockerell, 1889)
- R. bigeloviaestrobiloides (Townsend, 1894)
- R. bigelovioides Felt, 1908
- R. brevibulla Gagne, 1983
- R. bulbula Felt, 1908
- R. californica Felt, 1908
- R. calvipomum Gagne, 1983
- R. capitata Felt, 1908
- R. carolina Felt, 1908
- R. castaneae Felt, 1909
- R. clinata Gagne, 1975
- R. cockerelli Felt, 1915
- R. coloradella (Cockerell, 1904)
- R. conica Gagne, 1983
- R. cramboides Gagne, 1983
- R. crassulina (Cockerell, 1908)
- R. cruziana Felt, 1908
- R. culmata Gagne, 1983
- R. chrysopsidis (Loew, 1862)
- R. chrysothamni Felt, 1916
- R. ericameriae Felt, 1916
- R. erigerontis Felt, 1916
- R. erii (Felt, 1912)
- R. floccosa (Felt, 1916)
- R. florella Gagne, 1983
- R. fusiformis Felt, 1907
- R. gemmaria (Stebbins, 1910)
- R. glutinosa Felt, 1916
- R. gnaphalodis Felt, 1911

- R. gossypina Gagne, 1983
- R. grindeliae Felt, 1916
- R. grossulariae Felt, 1911
- R. gutierreziae (Cockerell, 1901)
- R. hirtibulla Gagne, 1983
- R. hirticaulis Gagne, 1983
- R. hirtipes (Osten Sacken, 1862)
- R. hirtipomum Gagne, 1983
- R. inquisitor Felt, 1908
- R. lanceolata Felt, 1908
- R. lateriflori Felt, 1908
- R. lignea Gagne, 1983
- R. lignitubus Gagne, 1983
- R. lobata Felt, 1908
- R. lonicera Felt, 1925
- R. major Felt, 1907
- R. mammilla Gagne, 1983
- R. medusa Gagne, 1983
- R. medusirrasa Gagne, 1983
- R. nucula Gagne, 1983
- R. obovata Gagne, 1983
- R. occidentalis (Felt, 1916)
- R. palustris Felt, 1908
- R. pedicellata Felt, 1908
- R. pilosa Felt, 1908
- R. pini Felt, 1907
- R. pomum Gagne, 1975
- R. psychotriae Kolesik, 2014
- R. racemicola Felt, 1907
- R. rugosa Gagne, 1983
- R. salviae Felt, 1916
- R. solidaginis (Loew, 1862)
- R. strobiligemma (Stebbins, 1910)
- R. subhumilis Gagne, 1977
- R. tetradymia (Felt, 1925)
- R. thompsoni Felt, 1907
- R. tridentatae Rübsaamen, 1893
- R. truncata (Felt, 1907)
- R. tubulus Gagne, 1983
- R. tumidibulla Gagne, 1983
- R. tumidicaulis Gagne, 1983
- R. utahensis Felt, 1916
- R. weldi Felt, 1921